# Brignolia
Genre
Synonymes
- Lisna Saaristo, 2001
- Aridella Saaristo, 2002

Brignolia est un genre d'araignées aranéomorphes de la famille des Oonopidae.

## Distribution
Les espèces de ce genre se rencontrent pour la plupart en Asie du Sud et en Asie du Sud-Est, quelques-unes en Amérique du Nord, aux Seychelles et à Maurice ; Brignolia parumpunctata est pantropicale par synanthropie,.

## Liste des espèces
Selon World Spider Catalog (version 17.5, 30/09/2016) :
- Brignolia ambigua (Simon, 1893)
- Brignolia ankhu Platnick, Dupérré, Ott & Kranz-Baltensperger, 2011
- Brignolia assam Platnick, Dupérré, Ott & Kranz-Baltensperger, 2011
- Brignolia bengal Platnick, Dupérré, Ott & Kranz-Baltensperger, 2011
- Brignolia bowleri (Saaristo, 2002)
- Brignolia cardamom Platnick, Dupérré, Ott & Kranz-Baltensperger, 2011
- Brignolia carlmulleri Ranasinghe & Benjamin, 2016
- Brignolia chumphae Platnick, Dupérré, Ott & Kranz-Baltensperger, 2011
- Brignolia cobre Platnick, Dupérré, Ott & Kranz-Baltensperger, 2011
- Brignolia dasysterna Platnick, Dupérré, Ott & Kranz-Baltensperger, 2011
- Brignolia diablo Platnick, Dupérré, Ott & Kranz-Baltensperger, 2011
- Brignolia elongata Platnick, Dupérré, Ott & Kranz-Baltensperger, 2011
- Brignolia gading Platnick, Dupérré, Ott & Kranz-Baltensperger, 2011
- Brignolia jog Platnick, Dupérré, Ott & Kranz-Baltensperger, 2011
- Brignolia kaikatty Platnick, Dupérré, Ott & Kranz-Baltensperger, 2011
- Brignolia kapit Platnick, Dupérré, Ott & Kranz-Baltensperger, 2011
- Brignolia karnataka Platnick, Dupérré, Ott & Kranz-Baltensperger, 2011
- Brignolia kodaik Platnick, Dupérré, Ott & Kranz-Baltensperger, 2011
- Brignolia kumily Platnick, Dupérré, Ott & Kranz-Baltensperger, 2011
- Brignolia mapha Platnick, Dupérré, Ott & Kranz-Baltensperger, 2011
- Brignolia meemure Ranasinghe & Benjamin, 2016
- Brignolia nigripalpis (Simon, 1893)
- Brignolia nilgiri Platnick, Dupérré, Ott & Kranz-Baltensperger, 2011
- Brignolia ondaatjei Ranasinghe & Benjamin, 2016
- Brignolia palawan Platnick, Dupérré, Ott & Kranz-Baltensperger, 2011
- Brignolia parumpunctata (Simon, 1893)
- Brignolia ratnapura Platnick, Dupérré, Ott & Kranz-Baltensperger, 2011
- Brignolia rothorum Platnick, Dupérré, Ott & Kranz-Baltensperger, 2011
- Brignolia schwendingeri Platnick, Dupérré, Ott & Kranz-Baltensperger, 2011
- Brignolia shyami Ranasinghe & Benjamin, 2016
- Brignolia sinharaja Platnick, Dupérré, Ott & Kranz-Baltensperger, 2011
- Brignolia sukna Platnick, Dupérré, Ott & Kranz-Baltensperger, 2011
- Brignolia suthep Platnick, Dupérré, Ott & Kranz-Baltensperger, 2011
- Brignolia trichinalis (Benoit, 1979)
- Brignolia valparai Platnick, Dupérré, Ott & Kranz-Baltensperger, 2011

## Étymologie
Ce genre est nommé en l'honneur de Paolo Marcello Brignoli.

## Publication originale
- Dumitrescu & Georgescu, 1983 : Sur les Oonopidae (Araneae) de Cuba. Résultats des Expéditions Biospéologiques Cubano-Roumaines à Cuba, vol. 4, p. 65-114.